# Georgy Petrosyan
Georgy Petrosyan (Nagorno Karabakh, 1953) è un politico armeno.
È considerato il secondo capo di Stato della repubblica del Nagorno Karabakh dopo la proclamazione ufficiale dell'indipendenza (6 gennaio 1992) essendo stato nominato Presidente del Consiglio supremo del Nagorno Karabakh.
Laureatosi al Minsk Institute di radio ingegneria, Petrosyan ha lavorato tra il 1978 ed il 1990 come ingegnere elettrico presso l'impianto di Stepanakert.
Dal 1988 ha partecipato attivamente al movimento di liberazione del Nagorno Karabakh. Dal 1990 al 1995 è stato membro del Parlamento e durante questo periodo è stato eletto alla carica di Presidente che in quel periodo equivaleva a quella di capo dello stato.
Tra il 2001 ed il 2005 ha lavorato come consigliere per gli Affari Esteri presso la presidenza della repubblica. Nel dicembre 2005 ha assunto l'incarico di ministro degli Affari Esteri, carica mantenuta fino al 7 luglio 2011 allorché ha rassegnato le dimissioni.
È sposato ed ha due figli.